# Tovo di Sant'Agata
Tovo di Sant'Agata es una localidad y comune italiana de la provincia de Sondrio, región de Lombardía, con 620 habitantes.

## Evolución demográfica
| Gráfica de evolución demográfica de Tovo di Sant'Agata entre 1861 y 2021 |
|                                                                          |
| Fuente ISTAT - elaboración gráfica de Wikipedia                          |